# قنطرة الذي كفر (رواية)
قنطرة الذي كفر هي رواية عن ثورة 1919 كتبها الدكتور مصطفى مصطفى مشرفة في الأربعينيات، صدرت في طبعة أولى محدودة في أول الستينات، وهي الرواية العربية الوحيدة لكاتبها، يعدها الكثير عملا رائدا، أول رواية مصرية كتبت كاملة بالعامية المصرية وهي من أوائل الروايات العربية التي استخدمت ما سمي في النقد الحديث تيار الوعي.
تناول الكاتب في الرواية دراما الحياة الشعبية إبان ثورة 1919 وما واكبها من حركة جماهيرية انطلقت بالفطرة لتحمي زعيمها سعد زغلول ومبادئه التي نفي من أجلها.

## تسمية الرواية
سر تسمية الرواية بهذا الاسم الغرائبي يعود للقنطرة التي كانت في درب الجماميز والموصلة لبيت«كفاريللي» أحد قادة الحملة الفرنسية، والذي قلب الشعب المصري اسمه إلى «اللي كفر», وقد وظف مشرفة هذه الدلالة ليسحبها على بطل الرواية «عبد السلام قنطرة» الذي قبل أن يؤمن بمبادئ ثورة 1919 كان كافرًا بها.